# Xylophanes germen
Xylophanes germen är en fjärilsart som beskrevs av William Schaus 1890. Xylophanes germen ingår i släktet Xylophanes och familjen svärmare. Inga underarter finns listade i Catalogue of Life.

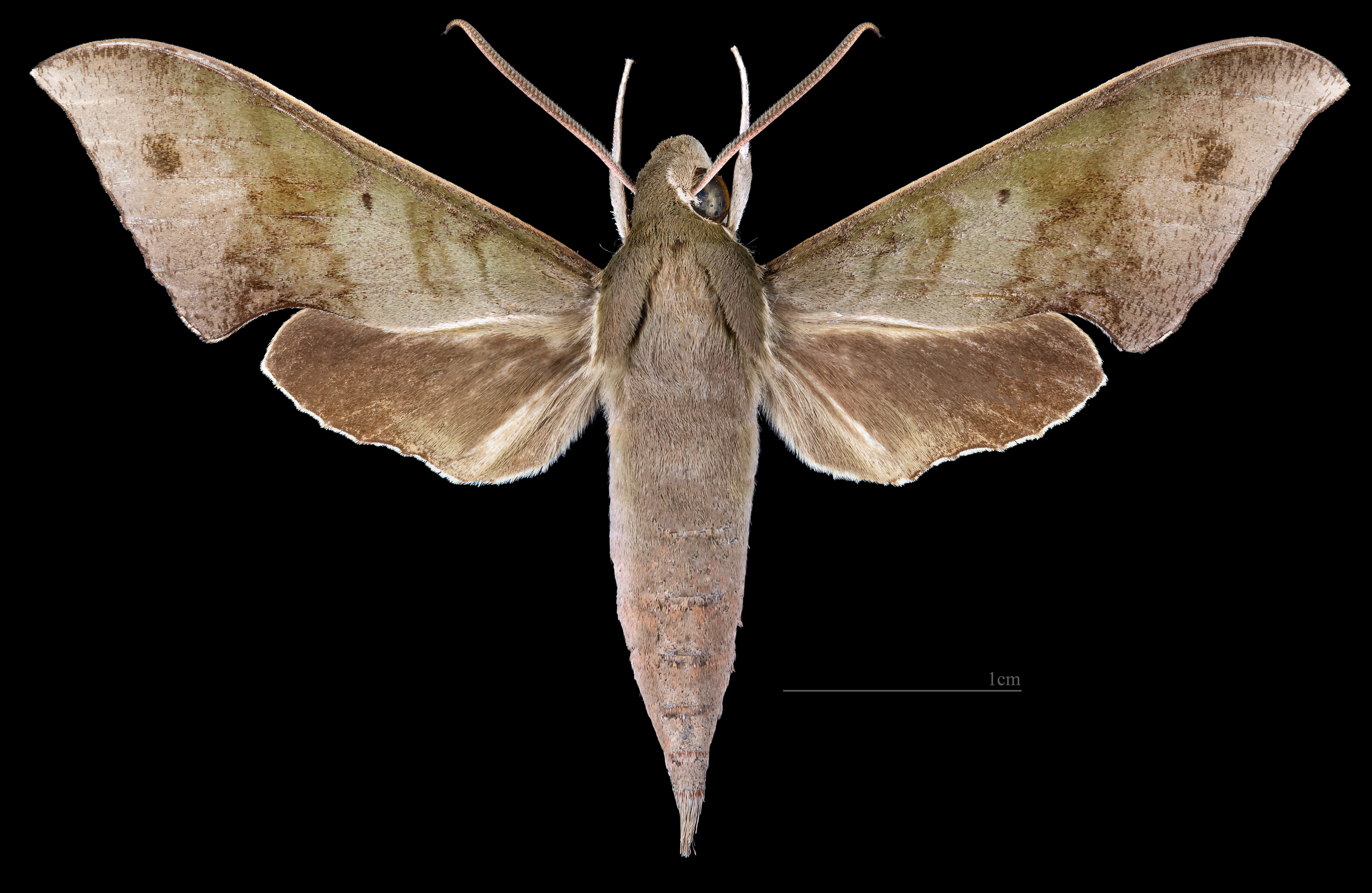
Xylophanes germen yurakano ♂
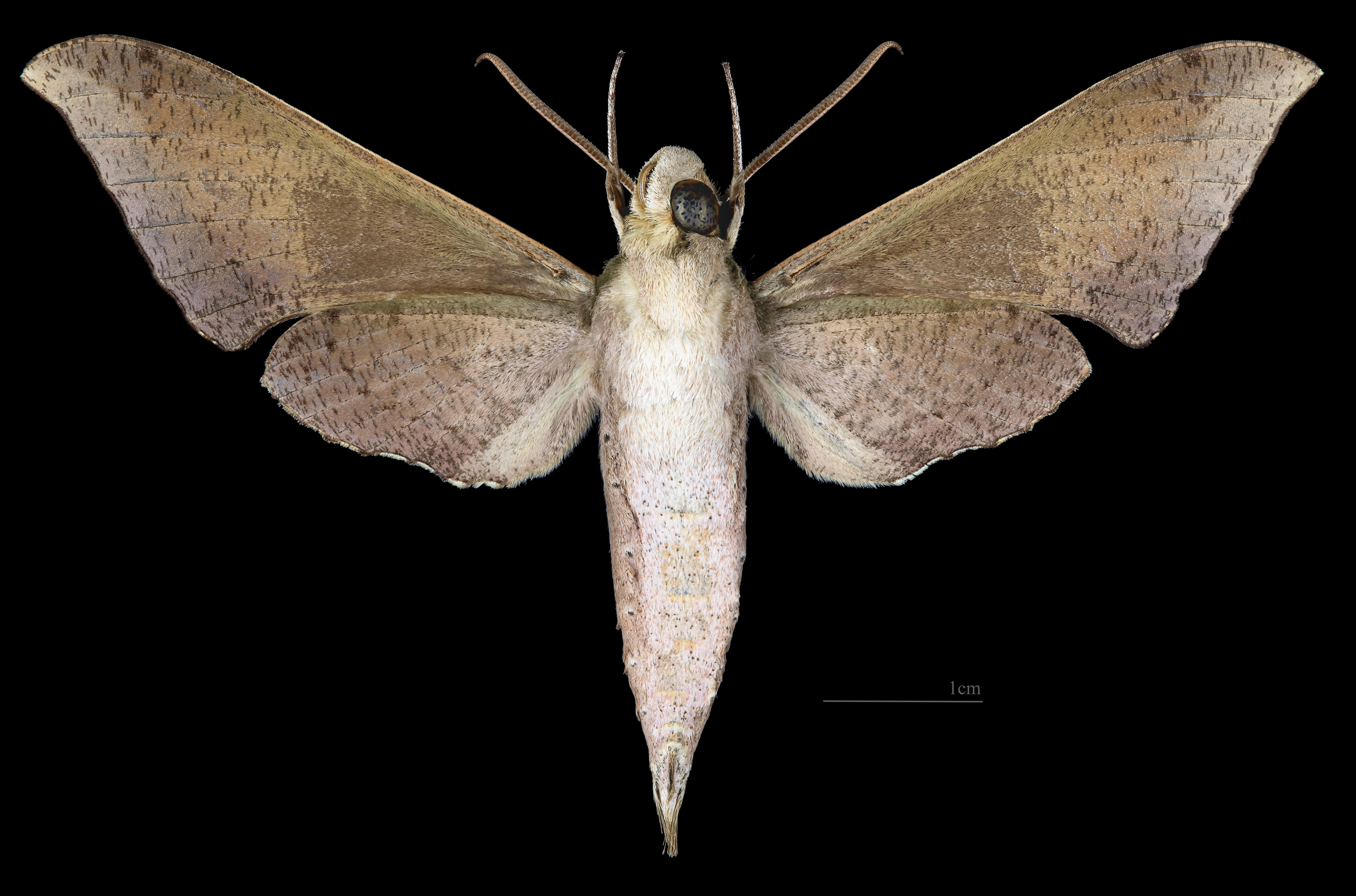
Xylophanes germen yurakano  ♂   △